# ジャモリディネ・アブドジャパロフ

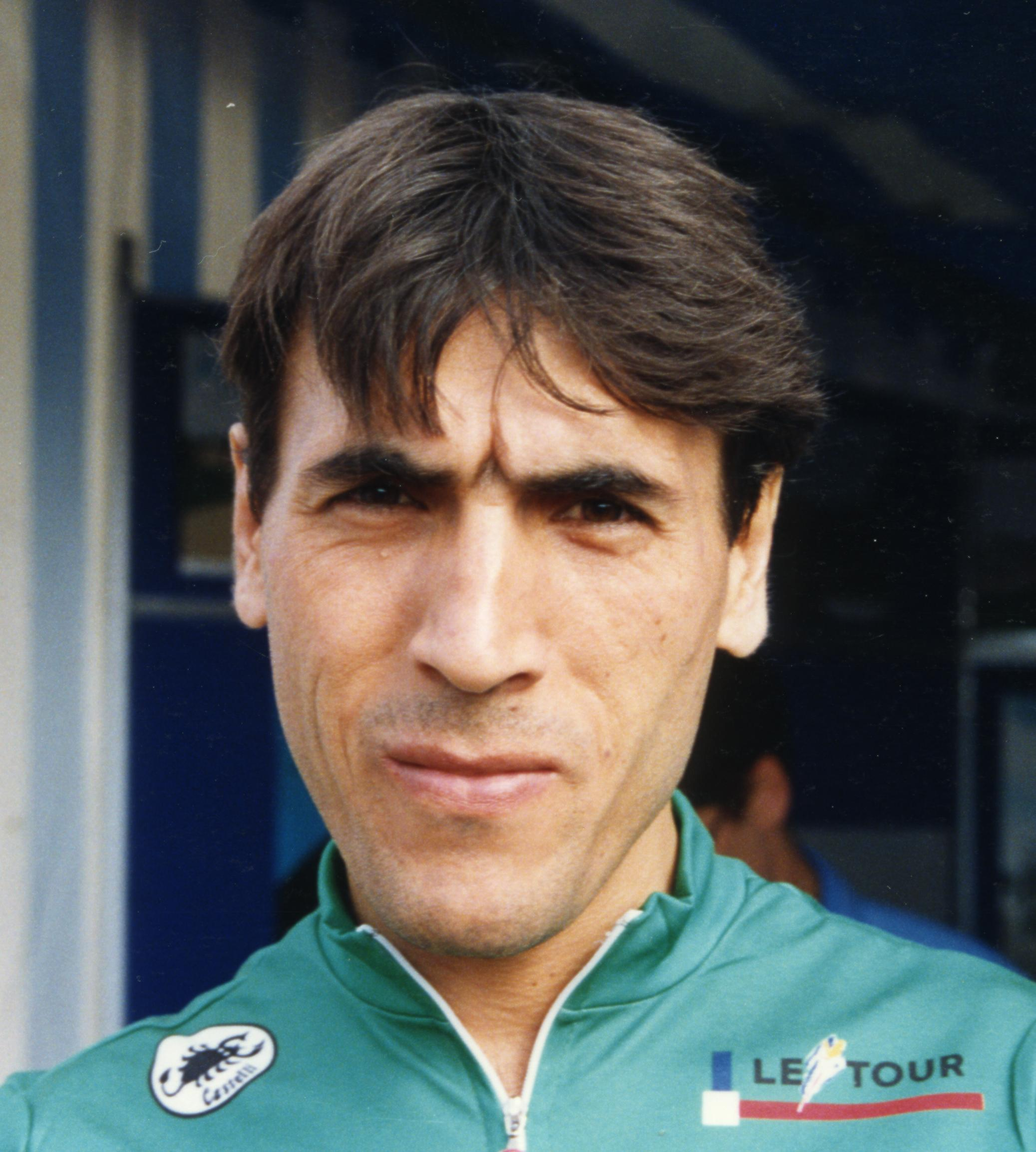
ジャモリディネ・アブドジャパロフ

ジャモリディネ・アブドジャパロフ （ウズベク語: Jamoliddin Abdujaparov / Жамолиддин Абдужапаров ジャモリディン・アブドゥジャパロフ 1964年2月28日 - ）は、ウズベキスタン・タシュケント出身の自転車プロロードレース選手。1990年プロデビュー。1990年アルファ・ルム、91～92年カレラ、93年ランプレ、94年ポルティ、95年ノベルソフトウェア、96年チェラミケレフィン、97年ロット。97年に引退。持ち前のスプリント力を武器にステージレースの区間優勝争いで活躍。その強さと時に失格になるような荒っぽい走りで「タシュケントの虎」の異名をはせた。通算49勝。

## 経歴
アマチュア時代から実力は折り紙つきで、東欧最大のステージレース、ピースレースなどで勝ち星を上げているほか、ソウルオリンピックでは5位に入っている。　1990年に旧ソ連選手で構成されたアルファ･ルムでデビュー。この年は勝利を挙げられなかったが、翌年はセミ･クラシックレース、ヘント〜ウェヴェルヘムで勝利。強豪スプリンターとしての名を上げた。　この勢いを駆ってツール・ド・フランスでは着実に区間優勝とポイントを重ねポイント賞を獲得するが、ディミトリ・コニシェフと争ったシャンゼリゼのゴールスプリントで斜行し、道路脇に設置されていた広告用モニュメントに激突して転倒。後続車にも次々に追突されそのまま入院 するという事故を起こした。翌1992年のヘント〜ウェヴェルヘムではゴールスプリントにおいて進路を塞いだマリオ・チポリーニのレーサーパンツを引っ張り強引に進路を開けさせる反則を取られ一位でゴールしながら失格となった。これら一連のトラブルで斜行、蛇行の暴走スプリンターという有難くないイメージがつくことになる。
　
1993年のツール・ド・フランスではマリオ・チポリーニ、ウィルフレッド・ネリッセン、ヨハン・ムセウといったライバルが序盤のマイヨ・ジョーヌ争いで消耗したのを尻目に後半ステージでも勝ちを重ね、大事故を起こしたシャンゼリゼで雪辱を果たす区間3勝目を上げて2度目のポイント賞を獲得した。
　
1994年はジロ・デ・イタリアにも出場し、区間優勝争いではヤン・スヴォラダやエンドリオ・レオーニといったスプリンターの後塵を拝したもののコンスタントにポイントを稼ぎ、ポイント賞（マリア・チクラミーノ）とインテルジロ賞（マリア・アッズーラ）の両方を獲得した。
ツール・ド・フランスではこれまでの危険走行が鳴りを潜め、スマートなスプリントを徹底。 区間2勝と3度目のポイント賞に加え、フェアプレー賞をも獲得する大活躍を見せた。
　
1996年以降は若干スプリント力が衰えたため、集団スプリントからゴール数キロ手前で集団から飛び出し逃げ切るロングスプリントのスタイルに変貌を遂げたが、1997年のツール・ド・フランスでドーピングチェックで陽性となり、追放されたのを期に引退した。

## 主な成績
- 1991年　ツール・ド・フランス区間2勝・ポイント賞　ヘント〜ウェヴェルヘム優勝
- 1992年　ブエルタ・ア･エスパーニャ区間2勝・ポイント賞
- 1993年　ツール・ド・フランス区間3勝
- 1994年　ジロ・デ・イタリア区間1勝・ポイント賞・インテルジロ賞　ツール・ド・フランス区間2勝・ポイント賞
- 1995年　ツール・ド・フランス区間1勝
- 1996年　ツール・ド・フランス区間1勝